# Digital (botànica)
La digital, boca de llop, didalera, didals, digital purpúria, guantera o herba didalera (Digitalis purpurea) és una espècie de planta amb flors del gènere Digitalis dins la família de les plantaginàcies (Plantaginaceae). És una planta nativa d'Europa Occidental i del nord del Marroc.
Addicionalment pot rebre els noms de bragues de cucut, didal, gossets, guant de Nostra Dona, guantelet, guants de Maria, guants de Nostra Senyora, herba de l'orina, herba de Santa Maria i purpúria guantera.

## Etimologia
El nom de Digitalis purpurea ens informa sobre una característica física de la planta. Així Digitalis prové del mot llatí digitus que vol dir dit, i purpurea significa lila o púrpura. Aquest significat fa referència a la forma i color de les flors, i indica que té forma de dit o didal i que és de color lila.

## Ecologia
Aquesta planta es troba normalment en medis muntanyosos com ara clarianes de boscos, marges de camins i talussos, terraplens, penya-segats, entre roques, zones recent talades, i en general, en terrenys humits i silícics, més rarament en terrenys calcaris. A Catalunya es troba a la zona pirinenca (Vall d'Aran, Pallars Sobirà, Ripollès, Alt Empordà). Font: 
http://biodiver.bio.ub.es/bdbc/Citation?action=map&taxon=+Digitalis+purpurea
En major freqüència es troba acompanyada per roures, fagedes i avets, encara que també es pot veure amb alzines i sureres al sud de la península Ibèrica. També s'utilitzen cultivars decoratius com a planta de jardí. Predomina en zones de climes temperats, d'ombra o semi-ombra.
La seva època de floració és de maig a setembre, depenent l'altitud.

## Descripció

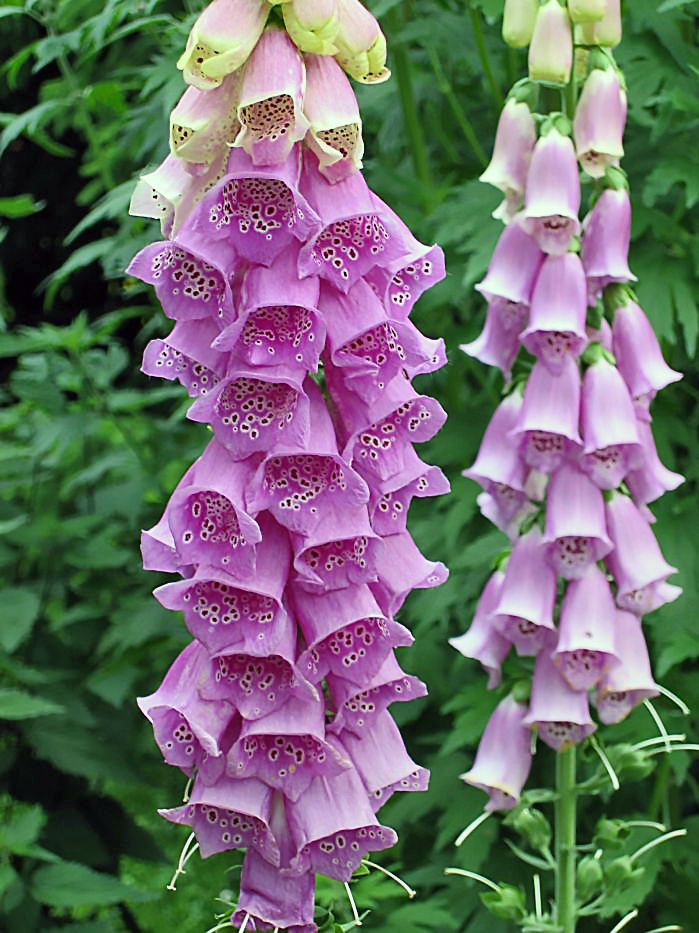
Inflorescències

La digital és una planta herbàcia biennal, hemicriptòfit, que pot fer entre 0,4 i 2 metres d'alçada aproximadament. Durant el primer any, únicament es forma una roseta de fulles arran de terra, i és al llarg del segon quan es forma la inflorescència.
Rel pivotant desenvolupada, blanquinosa, amb una única tija, cilíndrica, buida per dins, sense ramificacions, erecte i robusta, recoberta per una pilositat llanosa i blanquinosa.
Les fulles són simples, alternes i amb una nervació reticulada prominent per sota, tenen forma ovada-lanceolada, amb els marges dentats. Verdes pel revers, i blanquinoses per l'anvers, degut a la barreja de pèls multicel·lulars no glandulosos amb pèls glandulosos més petits. Les fulles basals es disposen formant una roseta basal i poden ser de fins a 40 cm de longitud, llargament peciolades. Per contra les superiors són sèssils.
Les inflorescències són racemoses, en forma de raïm terminal, agrupades a la part terminal de la tija, més o menys unilaterals. Les flors són hermafrodites, amb bràctees a la base del pedicel, i tenen una forma acampanada-tubular de fins a 5 cm de longitud.

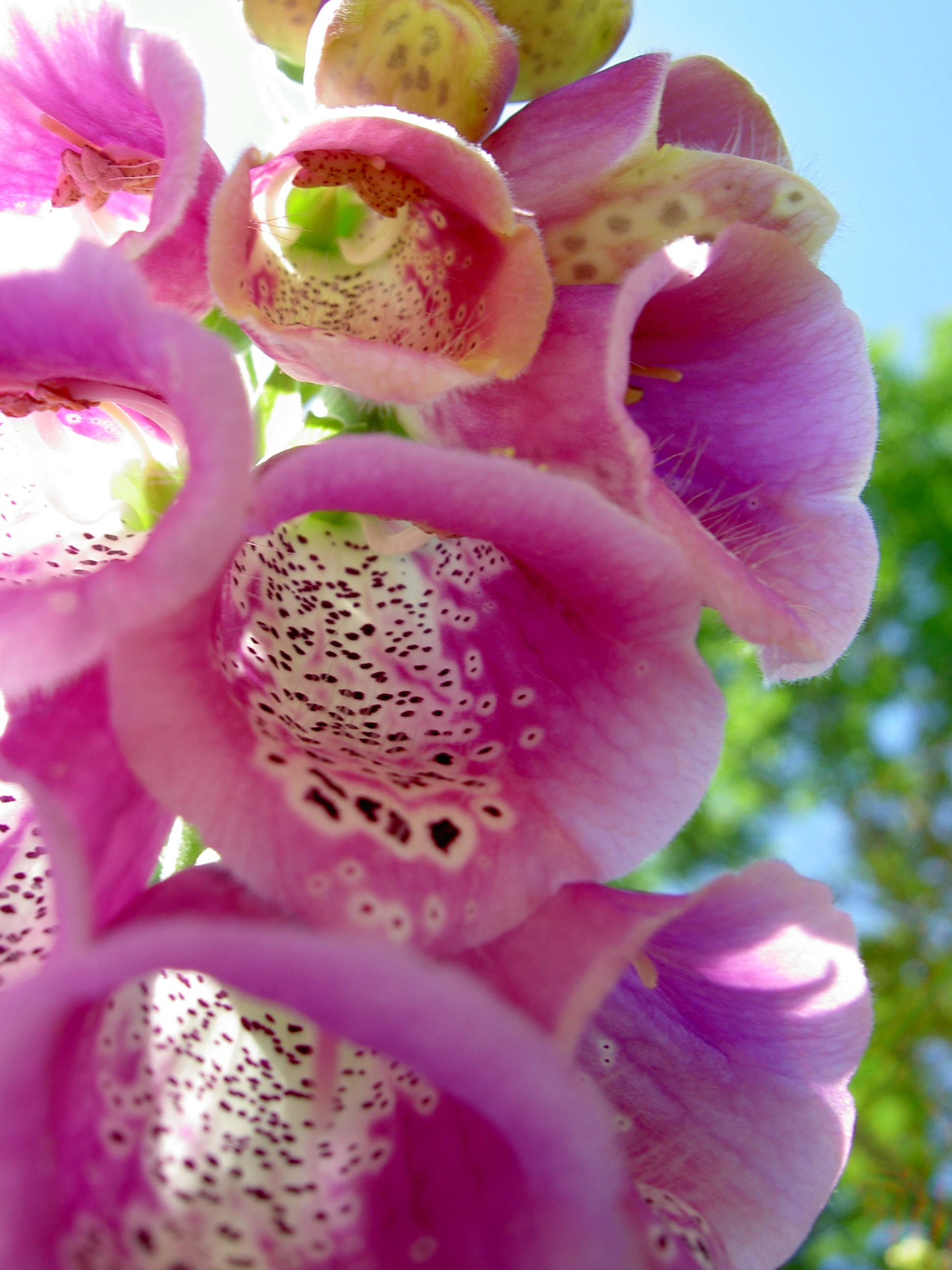
Corol·la

La corol·la és púrpura amb taques vermell-marronós a la part inferior interna rodejades per taques blanques, glabre a l'exterior però amb pilositat a l'interior. Disposada cap avall, amb un únic pètal (corol·la monopètal·la) en forma de dit amb quatre lòbuls desiguals.
El calze té 5 sèpals, és verdós i amb pilositat.
L'androceu està constituït per quatre estams, dos llargs i dos més curts, fusionats a la corol·la.
El gineceu és bicarpel·lar.
El fruit és una càpsula ovoide amb pilositat, més punxegut per un extrem, que s'obre per dues valves, i que conté a l'interior nombroses llavors d'un color gris marró.
Aquesta planta es pot confondre amb la consolda, almenys abans de la floració, quan les grans fulles de la digital formen la roseta basal arran de terra. La millor manera de diferenciar-les és tocar les fulles, les de la digital són molt suaus al tacte, mentre que les de la consolda són característicament aspres i rasposes.

## Droga

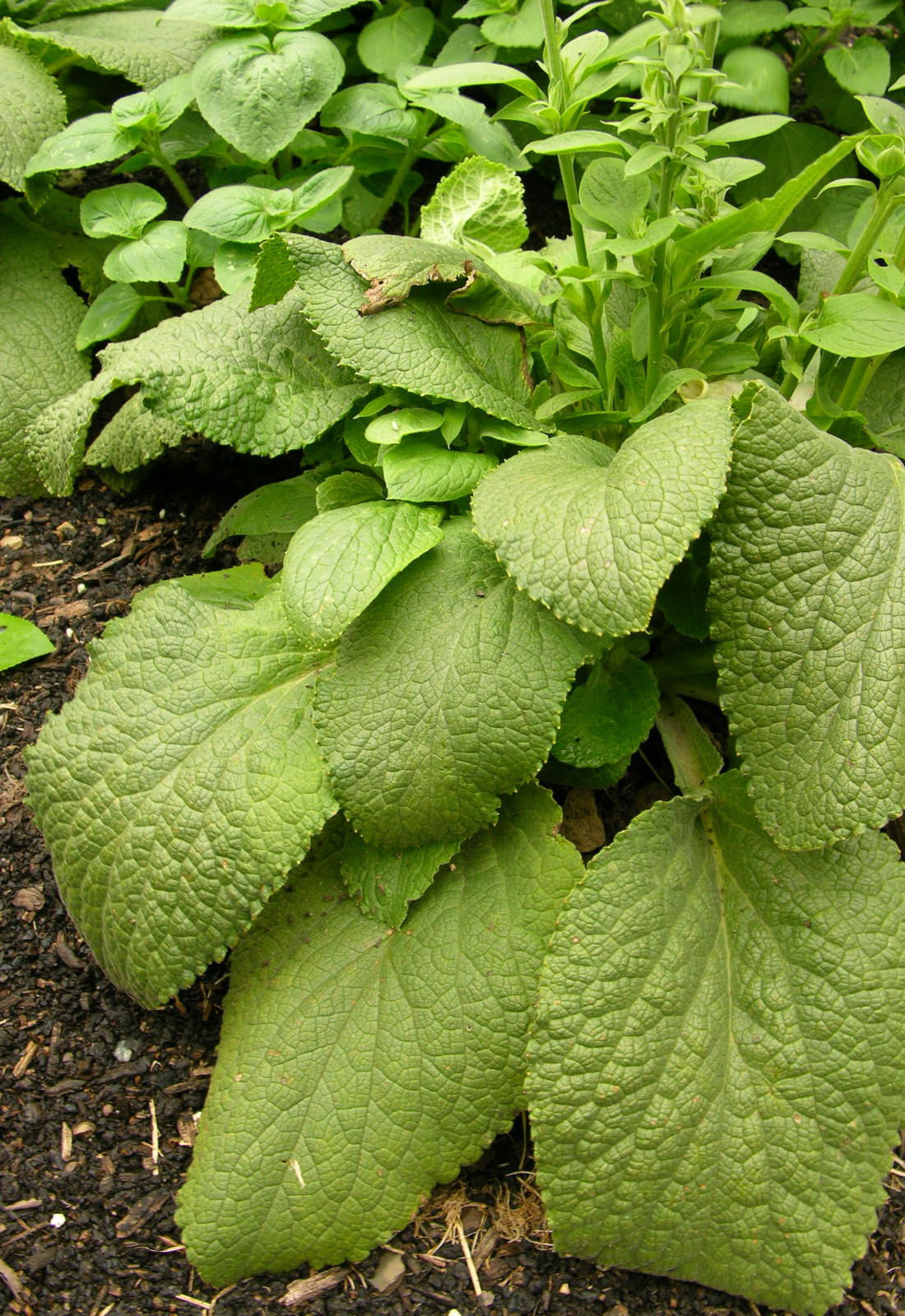
Droga

L'òrgan de la planta utilitzat per les seves virtuts medicinals són les fulles. Presenten escassa olor, encara que característica, i un sabor amarg.
La quantitat de principis actius que contenen les fulles varia molt durant tot el dia. Durant la tarda s'acumula la màxima quantitat, després comença a decréixer, perquè la mateixa planta destrueix els principis actius formats. A l'alba, les fulles en manquen total o quasi totalment.
És per això que la recol·lecció es fa durant les primeres hores de la tarda, i es recol·lecten les fulles inferiors més sanes i senceres, quan ja s'han començat a obrir les primeres flors de la planta. Per contra, es recomana menysprear les fulles velles, de la part externa de la roseta basal, així com les de la part superior.
Les fulles han de ser ràpidament dessecades entre 55-60 °C, immediatament després de ser recol·lectades, per poder conservar els seus principis actius. Els glucòsids cardiotònics són sensibles a la calor i la humitat. Un excés d'humitat desencadenaria unes reaccions enzimàtiques que produirien la pèrdua de l'activitat farmacològica.

## Farmacologia

### Composició química
- Heteròsids cardiotònics:
  - Glucòsids: purpurea-glucòsids A i B. L'estructura de l'A és igual a la del lanotòsid C, excepte per l'absència del grup acetil.

Entre els glucòsids secundaris destaquen tres grups que es diferencien segons la naturalesa de l'aglicò: digitoxigenina (d'on deriva entre altres la digitoxina), gitoxigenina i gitaloxigenina (d'on deriva entre altres la gitoxina).
També conté digitalina.
- Saponòsids: digitonòsid, gitonòsid i tigonòsid.
- Pigments Flavonoics: luteol.
- Alcaloides
- Àcids digitàlics i antirrínics.

El contingut dels principis actius varia en funció de diferents factors externs, com ara el clima, el sòl, les condicions de desenvolupament de la planta, la recol·lecció, l'assecat, etc.

### Accions farmacològiques
- És cardiotònica gràcies als heteròsids que conté. Augmenta la contracció del miocardi, disminueix l'excitabilitat i conductibilitat, i alenteix, reforça i regula el ritme cardíac.
- És diürètica gràcies a l'acció conjunta dels heteròsids, flavonoides i saponines. Afavoreix la producció i expulsió d'orina quan aquesta, a causa d'una insuficiència cardíaca, no es dona en quantitat normal. Fa desaparèixer els edemes mitjançant una acció conjunta sobre el cor i els ronyons.
- La respiració amb dificultat, provocada per una deficiència cardíaca, també és retornada a la normalitat per acció de la digital.
- Té un efecte contràctil sobre la musculatura vascular que és útil en casos d'hemorroides o metrorràgia.

La seva acció està basada en la seva capacitat d'augmentar la força de contracció miocardíaca (inotropisme positiu), la qual es tradueix en una disminució de la grandària cardíaca, descens de la pressió venosa, disminució del consum d'oxigen i diüresi. Amb això descendeix el volum sanguini i l'edema.
L'acció inotròpica positiva beneficiosa a la insuficiència cardíaca congestiva s'exerceix independentment del ritme cardíac predominant, sent en tots els casos dosis-depenent. L'efecte és similar tant sobre el múscul auricular com en el ventricular. L'acció inotròpica està vinculada a un efecte inhibitori de l'enzim ATP-asa Na⁺/k⁺ depenent unida a la membrana cel·lular
Aquest enzim està implicat en l'establiment del potencial de membrana en repòs de la majoria de les cèl·lules excitables. Pel que sembla, hi ha un lloc específic o receptor en la bomba ATPasa on actua la digital.
L'enzim és responsable de l'intercanvi de sodi i potassi a través de la membrana de la cèl·lula muscular. La inhibició permet una acumulació de sodi intracel·lular, això comporta un increment de la força de contracció miocardíaca. L'increment del calci intracel·lular es produeix degut al fet que el baix gradient de sodi a través de la membrana disminueix la sortida de calci per l'intercanviador Na/Ca que es produeix durant la diàstole.
D'altra banda, la digital incrementa l'activitat vagal central, que tendeix a disminuir el to i l'excitabilitat cardíaca, contrarestrant l'efecte estimulant de l'acció perifèrica. D'aquesta manera es facilita la transmissió muscarínica en el cor, la qual cosa permet disminuir la freqüència cardíaca (efecte cronotrop negatiu), retardar la conducció auroventricular i allargar el període refractari del node A-V i del feix de His. Aquest últim efecte és útil en la fibril·lació auricular.
Encara que té un ús generalitzat, no existeix una prova convincent que la digital tingui un efecte beneficiós en el pronòstic a llarg termini dels pacients amb insuficiència cardíaca, ja que si bé els símptomes milloren, la disfunció roman.

### Usos medicinals
La digital es recomana principalment en casos d'insuficiència cardíaca congestiva i en segon terme en altres situacions tals com bloqueig atrioventricular de 2n i 3r grau, miocardiopatia hipertròfica, síndrome del si carotidi, taquicàrdia ventricular, arrítmia, aneurisma de l'aorta toràcica i síndrome de Wolf-Parkinson-White.
També s'utilitza com a diürètic, per tractar edemes o hemorroides. S'havia utilitzat per a tractar l'epilèpsia, tot i que aquesta darrera aplicació avui en dia no es considera apropiada i no es realitza.

### Usos populars
Al considerar-la com planta tòxica l'ús popular d'aquesta espècie ha estat molt restringit des de 
l'antiguitat. Inicialment es va emprar a Irlanda, Escòcia, Anglaterra i posteriorment a Europa central. Va Ser usada per a tractar úlceres, ferides, abscessos (per via externa) i paràlisi, hipertensió arterial, edemes i cefalees (per via interna).

### Toxicitat
La digital és una planta molt tòxica, la medicació ha de ser controlada per un metge, ja que la dosis terapèutica i la tòxica són molt properes. S'ha d'anar molt amb compte encara que es prengui a dosis terapèutiques, perquè també pot resultar nociva a causa del fet que l'eliminació és relativament lenta, i provoca l'acumulació a l'organisme dels principis actius.
Els efectes d'una intoxicació per digital son pràcticament idèntics als de la intoxicació farmacològica amb els mateixos principis actius.
Primer es manifesten mareigs, vòmits, nàusees, anorèxia, diarrees i irritació gastrointestinal, tant les nàusees com els vòmits es deuen a una excitació directa de la zona gallet posterobulbar. A vegades aïllades pot comportar un quadre de xoc cardiovascular amb bradicàrdia important. Més endavant apareix afecció cardíaca amb extrasistòlia ventricular, bradiarítmies (bloqueig auriculoventricular de diversos graus) i fibril·lació ventricular. També hi pot haver simptomatologia neurològica amb sensació d'inestabilitat, cefalea, neuràlgia del maxil·lar inferior, fatiga, confusió mental, somnolència, trastorns visuals com fotofòbia i visió borrosa, obnubilació, deliri i convulsions. Algunes alteracions visuals poden esdevenir encara amb dosis usuals. Pot arribar a provocar la mort.

### Contraindicacions
No administrar en casos de hipercalcemia, abans d'una cardioversió, arrítmies ventriculars, miocardiopatia hipertròfica obstructiva.

### Interaccions medicamentoses
La digitoxina pot accelerar la seva metabolització al fetge quan s'administren drogues inductores d'enzims microsomals tals com la fenilbutazona, rifampicina, fenobarbital i fenitoina. També potencien la seva acció: penicil·lina, tetraciclina, eritromicina, anfotericina B, glucocorticoides, laxants, diürètics, calcioantagonistas, reserpina, salicilats, carbenoxolona i amiodarona.
L'administració simultània de diürètics forts sol ser una de les causes més freqüents d'intoxicació digital, ja que pot disminuir les reserves corporals de potassi. L'administració de quinidina produeix un augment en la concentració plasmàtica de la digital en més del 90% dels pacients.
Quant a analgèsics, s'ha comprovat que la interacció entre ells i la digital produeix efectes tòxics perifèrics sobre el sistema cardiovascular, involucrant estructures centrals del sistema nerviós autònom. No obstant això, l'administració i.p. d'ureta com anestèsic en conills, ha demostrat prevenir la intoxicació amb digitoxina, la qual cosa es deuria a una disminució central de l'activitat simpàtica provocada per l'anestèsic.
Finalment, redueixen o atenuen l'acció del digital: neomicina, citostàsics, difenilhidantoina, potassi, antiàcids compostos per alumini i magnesi. La combinació amb Panax ginseng pot causar modificacions de la glucèmia.

## Història
Es tracta d'un remei molt antic, del que ja apareixen dades des del segle xiii, on els metges gal·lesos assenyalaven les seves bondats en el tractament d'úlceres. El 1542, el botànic alemany Leonhart Fuchs li va donar el seu actual nom, digitalis, per què les seves flors que resemblen a un dedal, però no en recomanava l'ús medicinal, com que la considerava tòxica. No obstant això, William Withering, un botànic de la Universitat d'Edimburg, va tornar a reconsiderar el seu ús a causa de les virtuts que li comentaven diversos camperols, sobretot en el tractament de la hidropesia, un símptoma acompanyant la insuficiències renal i cardíaca. A partir de llavors va començar assaigs clínics amb diversos pacients. L'any 1785 resumeix els resultats dels seus treballs en un llibre anomenat: An Account of the Foxglove and some of its Medical Uses (Un informe sobre la dedalera i certes de les seves aplicacions mèdiques).
Hi esmenta un efecte secundari sobre el cor (creia que el primari era l'efecte diürètic) assenyalant que «... La didalera té poder sobre el moviment del cor, en un grau mai observat abans amb cap altre medicament.» Va ser John Ferriar l'any 1799 qui, per primera vegada, al·ludeix a un efecte específic sobre el cor. No obstant això, el seu ús incorrecte produïa intoxicacions en els pacients, ja que era difícil dosar exactament per a un tractament. El 1875 el farmacèutic Claude A. Nativelle va aconseguir aïllar un dels glucòsids actius: la digitoxina. A principis de segle, com a resultat dels treballs de Cushny, Makensi, Lewis i altres, va ser considerada droga específica per al tractament de la insuficiència cardíaca congestiva. Investigadors argentins de la talla de Domínguez i Novelli van demostrar que Digitalis purpurea de la Patagònia argentina i xilena, presenten les mateixes qualitats cardiotòniques que les seves similars nord-americanes.

## Observacions i curiositats
Les fulles seques de la didalera tenen una olor agradable que recorda al te.
Les granes de la planta tenen les mateixes propietats oficinals que les fulles.
Els enverinaments per aquesta planta quan està florida són rars, a causa del fet que és fàcil d'identificar i és coneguda per la gent. Amb major freqüència, solen ser per no respectar les dosis terapèutiques o per intents de suïcidi.